# Hélène de Montgeroult
Hélène (Antoinette Maria) de Montgeroult, geb. de Nervo (* 2. März 1764 in Lyon; † 20. Mai 1836 in Florenz) war eine französische Pianistin und Komponistin und die erste Professorin für Klavier bei der Neugründung des Conservatoire de Paris 1795.

## Leben und Werdegang
Hélène de Montgeroults Eltern zogen von Lyon nach Paris, um ihrer Tochter und deren Bruder bessere Bildungsmöglichkeiten zu geben. Wann der erste Musikunterricht für Hélène begann, ist nicht bekannt. Als Zwölfjährige (1776) bekam sie Unterricht am Klavier von Nicolas-Joseph Hüllmandel, einem Schüler Carl Philipp Emanuel Bachs, der sie dessen »eleganten und korrekten Stil« lehrte. Darauf folgten als Klavierlehrer Muzio Clementi (1784) und Johann Ladislaus Dussek (1786). Die junge Aristokratin entwickelte sich zu einer glänzenden Pianistin und trat in den Salons der Pariser Gesellschaft auf, wie beispielsweise im Haus der Familie Rochechouart. Bei wem sie das Komponieren erlernte, ist nicht bekannt.
1784 heiratete sie den Marquis de Montgeroult (1736–1793), mit dem sie unter anderem in den berühmten Salons der Schriftstellerin Madame de Staël und der Malerin Élisabeth Vigée-Lebrun verkehrte, deren Beifall sie als Künstlerin bald errang. 1793 starb ihr Ehemann in Mantua. 1797 verheiratete sie sich mit dem Journalisten Charles-Hyacinte His, von dem sie 1803 wieder geschieden wurde. Eine dritte Ehe ging sie 1820 mit Edouard-Sophie Dunod de Charnage, Comte d’Empire ein, der 1826 starb. Sie war Mutter eines Sohnes, Aimé Charles (* 1795), der von ihrem zweiten Mann His stammte.

### Ein neues Künstlerinnengenre
Mit dem Geiger Giovanni Battista Viotti verband Hélène de Montgeroult eine enge musikalische Freundschaft, beide Künstler hatten zusammen spektakuläre Auftritte, insbesondere auf dem Gebiet der gemeinsamen Improvisation auf ihren Instrumenten Klavier und Violine. Von einem solchen „Event“, der sich eines Nachmittags im Salon ihres Sommerhauses im Tal von Montmorency ergab, ist eine ausführliche historische Beschreibung eines Gastes überliefert:

„Kommt und hört Euterpe [Hélène de Montgeroult] und Viotti: wie sie sich folgen, wie sie sich gegenseitig durchschauen, wenn sie aufeinander antworten! Diese beiden Virtuosen sind gleichermaßen von der Wissenschaft um die Harmonie durchdrungen und nicht nur in der Aufeinanderfolge der Akkorde, musikalischen Phrasen und in der natürlichen Folge leidenschaftlicher Akzente, sondern auch in der Kenntnis und bei der Verwendung aller kleinen Hilfsmittel, durch welche man Effekt und Ausdruck steigern kann, gleichermaßen versiert. Beide sind mit der seltenen Gabe der Erfindung und mit höchst erstaunlichem Einfallsreichtum beschenkt.“

Der Erzähler Ange-Marie d’Eymar (1747–1803), französischer Literat, Politiker und Bewunderer der Aufklärung, vermittelt weiter anschaulich, wie das improvisierte Konzert endet: Es ist Abend und dunkel im Salon geworden (so erzählt er), und die gebannten Zuhörer wagen nicht, zu agieren. Dabei erleben sie, so d’Eymar, ein spektakuläres Nachspiel: Nachdem die vom ausgedehnten Improvisieren mit dem Geiger ermattete Pianistin im Adagio die Leidenschaft und „les accens des passions et ceux de la douleur“ (die Zeichen des Leidens und des Schmerzes) ausgeschöpft hat, drapiert sie sich in einer entfernten Ecke des Salons auf einem Sofa mit Schleier und Brusttuch – nach d’Eymar wie im Grab vom Leichentuch umhüllt und die Physiognomie einer Toten imitierend. Gerade als die Fackel gebracht wird, erwacht sie „aus dem Schoß des Todes“. Danach erklärt sie den gebannten Gästen, sie habe den Tod erst durch Klänge darstellen wollen und danach auf diese [realistische] Weise.
Mit der Übermittlung dieser Szene wird auf ein innovatives, in der Zeit der musikalischen Klassik „neues Künstlerinnenbild“ einer selbstbewussten Musikerin hingewiesen.

### Nach der Revolution
Am 14. Februar 1793, während der Zeit der politischen Umwälzungen im Zuge der Revolution in Frankreich war Hélène de Montgeroult aus politischen Gründen innerhalb kurzer Zeit Opfer zweier entgegengesetzter politischer Parteien: Zunächst wurde sie von den Österreichern gefangengesetzt, danach vom französischen Revolutionstribunal wegen ihrer adeligen Herkunft angeklagt und zur Guillotine verurteilt. Ihrer pianistischen Künste wegen wurde sie begnadigt. Der genaue Hergang dieser Ereignisse und die Umstände ihrer Rettung werden widersprüchlich dargestellt, ihre Flucht in die Schweiz und ihr Aufenthalt in Zwickau und incognito in Berlin ist unklar.
Schon bald, am 22. November 1795, begann sie, als „Professeur de premièr classe“ für Klavier am neugegründeten Conservatoire de Paris zu unterrichten. Mit 2500 Livres Gehalt pro Jahr gehörte sie dort zu den bestbezahlten Lehrkräften. Bei ihr studierten u. a. Louis-Barthélémy Pradher, Alexandre-Pierre-François Boëly und Ignaz Anton Ladurner. Um 1800 verkehrte sie im Kreis um den Violinisten und Komponisten Pierre François de Sales Baillot, genannt Pierre Baillot, der wie sie bereits im Gründungsjahr am Pariser Conservatoire unterrichtete. Er wird zu den Begründern einer französischen Violinschule gezählt. Ihre eigenen Grundsätze zu ihrem Klavierspiel hat Hélène de Montgeroult in einer dreibändigen Klavierschule Cours complet pour l'enseignement du forte-piano niedergelegt, die 1820 in Paris gedruckt wurde, nachdem sie vermutlich schon 1812 vollendet war.

### Begraben in Florenz
Nach einem aufregenden, von finanziellen Sorgen unbelasteten, der Musik gewidmeten Leben, zog Hélène de Montgeroult 1834 des Klimas wegen nach Florenz, wo sie im Mai 1836 starb. Sie wurde dort in der Kirche Santa Croce begraben.

## Kompositionen und Lehrwerke
- Klavier-Sonaten
- Klavier-Etüden
- Pièces romantiques für Klavier
- Sonaten für Klavier mit Begleitung einer Violine
- Dreibändige Klavierschule Cours complet pour l'enseignement du forte-piano, gedruckt 1820 (online bei IMSLP.org)

## Nachweise
1. ↑  Vgl. Claudia Schweitzer: Kulturgeschichte der Clavierlehrerin. Oldenburg 2007, S. 174 ff., 461 f. Dort finden sich weiterführende Quellenangaben.
2. ↑  Claudia Schweitzer: Kulturgeschichte der Clavierlehrerin. Oldenburg 2007, S. 174.
3. ↑  Siehe Claudia Schweitzer: Artikel „Montgeroult, Montgeron, Hélène [...]“. In: Europäische Instrumentalistinnen des 18. und 19. Jahrhunderts. 2008. Online-Lexikon des Sophie Drinker Instituts, hrsg. von Freia Hoffmann.
4. ↑  Vgl. Claudia Schweitzer: Kulturgeschichte der Clavierlehrerin. Oldenburg 2007, S. 177 f., 461.
5. ↑  Zitiert nach Schweitzer S. 175. Übersetzung aus dem Französischen von Claudia Schweitzer.
6. ↑  Ange-Marie d’Eymar: Anecdotes sur Viotti, précédées de quelques réflexions sur l'empression en musique. O. O., um 1792.
7. ↑  Der vollständige französische Text der Erzählung ist abgedruckt in Claudia Schweitzer: Kulturgeschichte der Clavierlehrerin. Oldenburg 2007, S. 176 f.
8. ↑  "M comme Montgeroult". In: Improvisaiton so piano, Jean-Pierre Thiollet, Neva Ed., 2017, ISBN 978-2-35055-228-6, S. 79–82.
9. ↑  Vgl. Claudia Schweitzer: Kulturgeschichte der Clavierlehrerin. Oldenburg 2007, S. 177 f., Fußnote 625 sowie S. 461; vgl. auch Claudia Schweitzer: Artikel „Montgeroult, Montgeron, Hélène [...]“. In: Europäische Instrumentalistinnen des 18. und 19. Jahrhunderts. 2008. Online-Lexikon des Sophie Drinker Instituts, hrsg. von Freia Hoffmann.
10. ↑  Vgl. Claudia Schweitzer: Kulturgeschichte der Clavierlehrerin. Oldenburg 2007, S. 178 f.
11. ↑  Julie Anne Sadie: Montgeroult, Hélène-Antoinette-Marie de Nervo de [Countess de Charnage]. In: Grove Music Online (englisch; Abonnement erforderlich).
12. ↑  Felix Mendelssohn Bartholdy erwähnt P. Baillot und weitere Pariser Personen mehrmals in seinen Reisebriefen ab 1831.
13. ↑  Vgl. Claudia Schweitzer: Artikel „Montgeroult, Montgeron, Hélène [...]“. In: Europäische Instrumentalistinnen des 18. und 19. Jahrhunderts. 2008. Online-Lexikon des Sophie Drinker Instituts, hrsg. von Freia Hoffmann.

| Personendaten    | Personendaten                                                                                                 |
| ---------------- | --- |
| NAME             | Montgeroult, Hélène de                                                                                        |
| ALTERNATIVNAMEN  | Montgeroult, Hélène-Antoinette-Maria de (vollständiger Name); Nervo, Hélène-Antoinette-Maria de (Geburtsname) |
| KURZBESCHREIBUNG | französische Klaviervirtuosin, -Professorin und Komponistin                                                   |
| GEBURTSDATUM     | 2. März 1764                                                                                                  |
| GEBURTSORT       | Lyon |
| STERBEDATUM      | 20. Mai 1836                                                                                                  |
| STERBEORT        | Florenz |